# جميل أحمد الكاظمي
جميل أحمد خضر الكاظمي (1897 - 1970) شاعر وصحفي عراقي في القرن العشرين. ولد في الكاظمية ونشأ فيها وقرأ في الكتّاب ثم في مدرسة الاتحاد والترقي الأهلية ثم اكمل دراسته في مدرسة أُخوّة إيران فأتقن الفارسية. عمل موظفاً وساهم في الصحافة، فأصدر جريدة صوت الحق. له مجموعة شعرية بعنوان آيات الحق والإخلاص وديوان كبير سمّاه البوارق وكتاب الخمرة والكأس في شعر أبي نواس. 

## سيرته
هو جميل بن أحمد بن خضر بن عباس بن عيد بن بريسيم، من فخذ البو غزلان، ومن عشيرة بني عامر. ولد سنة 1316 هـ/ 1897 م أو 1323 هـ/ 1905 م في الكاظمية ونشأ بها على والده. وقد رحل جده الأعلى عيد من المشيرة القريبة من بغداد إلى الكاظمية، وقد تشيع جده بالمذهب الإمامية الإثني عشرية، وتزوج والده من إحدى أسر الكاظمية الكردية. دخل جميل بن أحمد الكتّاب وقرأ القرآن وتعلم الكتابة ثم دخل مدرسة الاتحاد والترقي الأهلية وبعدين سنتين دخل مدرسة أخوّة إيران (اخوت ایرانیان) الإيرانية وفيها تعلم اللغة الفارسية والتركية وبعضا من الفرنسية.

وفي 1919 التحق بوالده معاوناً في أعماله التجارية واشتغل بعمله هذا بعد وفاة والده لسنتين. وفي عام 1932 عيّن في وزارة المالية وكان يختلف إلى بعض العلماء في الكاظمية كالسيد محمد مهدي الكاظمي ونقي الخالصي وجواد الزنجاني فأقتبس منهم العلوم والأدب. فدرس ديواني المتنبي وشوقي، ثم اتصل بالشاعر جميل صدقي الزهاوي.

وفي عام 1941 زاول الصحافة زمناً وأصدر جريدة صوت الحق مؤيداً للملكية الهاشمية وكانت الرخصة باسم غيره ويشرف على تحريرها. وفي تلك الفترة كان ينظم قصائده السياسية ويذيعها من دار الإذاعة. ثم طبعها في مجموعة سماها آيات الحق والإخلاص، وقد سجل فيها وقائع العراق والحرب العالمية الثانية. وفي نقد الأدبي، فقد تصدى لنقد ديوان محمد رضا الشبيبي، فنشر عنه 41 مقالة في جريدة النصر البغدادية.

توفي سنة 1970 م/ 1390 هـ من المحتمل في بغداد.

## شعره
كان يحضر في الاجتماعات الأدبية في الكاظمية منذ شبابه، فحضر مجالس أدباء ذلك العصر وعلمائه، ويقرأ الشعر باللغتين الفارسية والتركية، وبعد فترة أخذ ينظم الشعر على طريقة عصره في أبواب الرثاء والمدح والوصف والغزل، وكان له اطلاع على صحف البلاد العربية والمهجر آنذاك. ثم اتصل بالشاعر الزهاوي وتأثر منه، وأعتبر شوقي أشعر شعراء العربية قاطبة بعد المتنبي في عصره. 

وصف إميل يعقوب شعره «جيّد، ونفسه رقيقة. كان يؤخذ عليه إكثاره من الخمرة وتعلّقه بالغلمان». قد نشر في الصحف العربية نثراً وشعراً، وقد تميّز بالمذهب الوجداني ومعاداته للطائفية في العراق.

## مؤلفاته
- آيات الحق والإخلاص، ديوان شعر، 1942.
- البوارق، ديوانه الكبير
- الخمرة والكأس في شعر أبي نواس

## وصلات خارجية
- جميل أحمد الكاظمي في «أرشيف المجلات»